# Symplocos vacciniifolia
Symplocos vacciniifolia là một loài thực vật có hoa trong họ Dung. Loài này được H.S. Chen & H.G. Ye mô tả khoa học đầu tiên năm 2003.